# Myrmecotypus niger
Myrmecotypus niger là một loài nhện trong họ Corinnidae.
Loài này thuộc chi Myrmecotypus. Myrmecotypus niger được Arthur Merton Chickering miêu tả năm 1937.